# Shania Twain
Shania Twain OC, artistnamn för Eilleen Regina Edwards, född 28 augusti 1965 i Windsor, Ontario, är en kanadensisk sångerska, låtskrivare och musikproducent. Twain har sålt över 85 miljoner skivor, vilket gör henne till den bäst säljande kvinnliga artisten i countrymusikens historia och en av de bäst säljande musikartisterna genom tiderna. Hennes framgång har renderat henne flera hederstitlar, däribland "Queen of Country Pop". Twains andra album The Woman in Me (1995), sålde 20 miljoner exemplar över hela världen, innehåller hits som "Any Man of Mine" och resulterade i en Grammy Award. Twains tredje album, Come On Over (1997), blev det bäst säljande studioalbumet genom tiderna av en kvinnlig artist och det mest sålda countryalbumet, med omkring 40 miljoner sålda exemplar världen över. Från Come On Over släpptes flera singlar, inklusive "You're Still the One", "From This Moment On" och "Man! I Feel Like a Woman!", Twain mottog fyra Grammy Awards för det. Hennes fjärde studioalbum, Up!, släpptes 2002 och resulterade i hits som "I'm Gonna Getcha Good!" och "Forever and for Always". Twain har mottagit totalt fem Grammy Awards, 27 låtskrivarutmärkelser från BMI och har introducerats i Canadian Music Hall of Fame. 

## Biografi
Shania Twain (ursprungligen Edwards) föddes i Windsor i Ontario men växte upp i Timmins i samma provins. Utöver att hon sjöng mycket spelade hon också gitarr. Hon bodde med sin mor, adoptivfar, som var ojibwaindian, och syskonen Jill, Carrie-Ann, Mark och Darryl. En bit in i tjugoårsåldern anställdes Shania Twain som artist på ett semesterhotell, där hon sjöng inom ett flertal genrer. År 1987 omkom hennes föräldrar i en bilolycka, och hon tog en paus från musiken för att återvända hem för att ta hand om sina yngre syskon.
Shania Twain gifte sig 28 december 1993 med låtskrivaren och producenten Robert John "Mutt" Lange, och tillsammans fick de sonen Eja D'Angelo, född den 12 augusti 2001. Den 15 maj 2008 stod det klart att paret separerat efter att Lange hade haft en affär med Twains väninna Marie-Anne Thiébaud. Skilsmässan blev klar den 9 juni 2010. Den 20 december 2010 bekräftade Twains manager att hon var förlovad med Frédéric Thiébaud, Marie-Anne Thiébauds före detta man. Paret gifte sig den 1 januari 2011 i Puerto Rico.
Efter att ha givit ut samlingsalbumet Greatest Hits 2004 släppte Twain även singeln "Shoes" på TV-serien Desperate Housewives soundtrack. 2011 släppte hon singeln "Today Is Your Day". I september 2017 gavs Twains femte album Now  ut, det första på 15 år. Albumets första singel "Life's About to Get Good" släpptes den 15 juni 2017.

## Diskografi

### Studioalbum
- 1993 – Shania Twain
- 1995 – The Woman in Me
- 1997 – Come On Over (internationell version 1999)
- 2002 – Up!
- 2017 – Now
- 2023 – Queen of Me

(Både Come On Over och Up! har släppts i olika versioner: en för den nordamerikanska marknaden och en för den internationella marknaden. De internationella versionerna har ett mer popinriktat sound, medan de nordamerikanska versionerna är mer countryinriktade.)

### Samlingsalbum
- 1999 – On the Way (består av rockdemos som Twain spelade in före sitt genombrott)
- 2000 – The Complete Limelight Sessions
- 2004 – Greatest Hits

### Live-album
- 1998 – VH1 Divas Live
- 2015 – Still the One: Live from Vegas

## Filmografi i urval
- 1998 – Divas Live (Konsert, VH1)
- 2004 – I Heart Huckabees (cameoroll)
- 2011 – Why Not? With Shania Twain (Dokumentär)
- 2017 – Broad City, avsnitt "Twaining Day"
- 2019 – Trading Paint
- 2020 – I Still Believe

## Utmärkelser
- Grammy Award för bästa countryalbum, för The Woman in Me,  1995
- Juno Award för årets underhållare,  1996
- American Music Award för bästa nya countryartist,  1996
- American Music Award för bästa kvinnliga countryartist,  1997
- Juno International Achievement Award,  1997
- American Music Award för bästa kvinnliga countrysångframträdande,  1998
- Grammy Award för bästa countrysång, för You're Still the One,  1998
- Country Music Assocation Award för internationell prestation,  1999[5]
- Grammy Award för bästa countrysång, för Come On Over,  1999
- Country Music Association Award för årets underhållare,  1999
- American Music Award för bästa kvinnliga countrysångframträdande,  1999
- American Music Award för bästa kvinnliga countryartist,  1999
- Juno Award för årets låtskrivare, för That Don't Impress Me Much, You've Got a Way och Man! I Feel Like a Woman!,  2000
- American Music Award för bästa kvinnliga pop/rock-artist,  2000
- American Music Award för bästa kvinnliga countryartist,  2000
- People's Choice Award för kvinnlig artist,  2000
- Juno Fan Choice,  2003
- Juno Award för Årets artist,  2003
- Canada's Walk of Fame,  2003
- Juno Award för årets countryalbum, för Up!,  2004
- Officer av Kanadaorden,  2005[6]
- Canadian Music Hall of Fame,  2011
- Stjärna på Hollywood Walk of Fame,  2 juni 2011[7]

[Redigera Wikidata]

### Fotnoter
1. ↑  Eggar 2005, s. 103.
2. ↑  Julie Dam (10 juni 2010). ”Shania Twain Is Officially Divorced – and 'Radiantly Happy'”. people.com. http://www.people.com/people/article/0,,20392236,00.html?cnn=yes. Läst 11 juni 2010.
3. ↑  Shania Twain Engaged to Frederic Thiebaud
4. ↑  ”Shania Twain Marries on New Year's Day”. Billboard. Prometheus Global Media. 2 januari 2011. http://www.billboard.com/#/news/shania-twain-marries-on-new-year-s-day-1004137646.story. Läst 4 januari 2011.
5. ↑  läs online, www.cmaworld.com .[källa från Wikidata]
6. ↑  Shania Twain named to the Order of Canada (på engelska), The Globe and Mail, 17 november 2005, läs online.[källa från Wikidata]
7. ↑  Shania Twain gets star on Hollywood Walk of Fame (på engelska), CTV News, 3 juni 2011, läs online.[källa från Wikidata]